# Placentia (Terranova y Labrador)
Placentia es un pueblo canadiense situado en la provincia de Terranova y Labrador.

## Superficie
Placentia tiene una superficie de 57,8 km².

## Demografía
En 2021, tenía 3289 habitantes, una densidad poblacional de 56,9 hab./km², y 1827 viviendas.